# 오지카섬

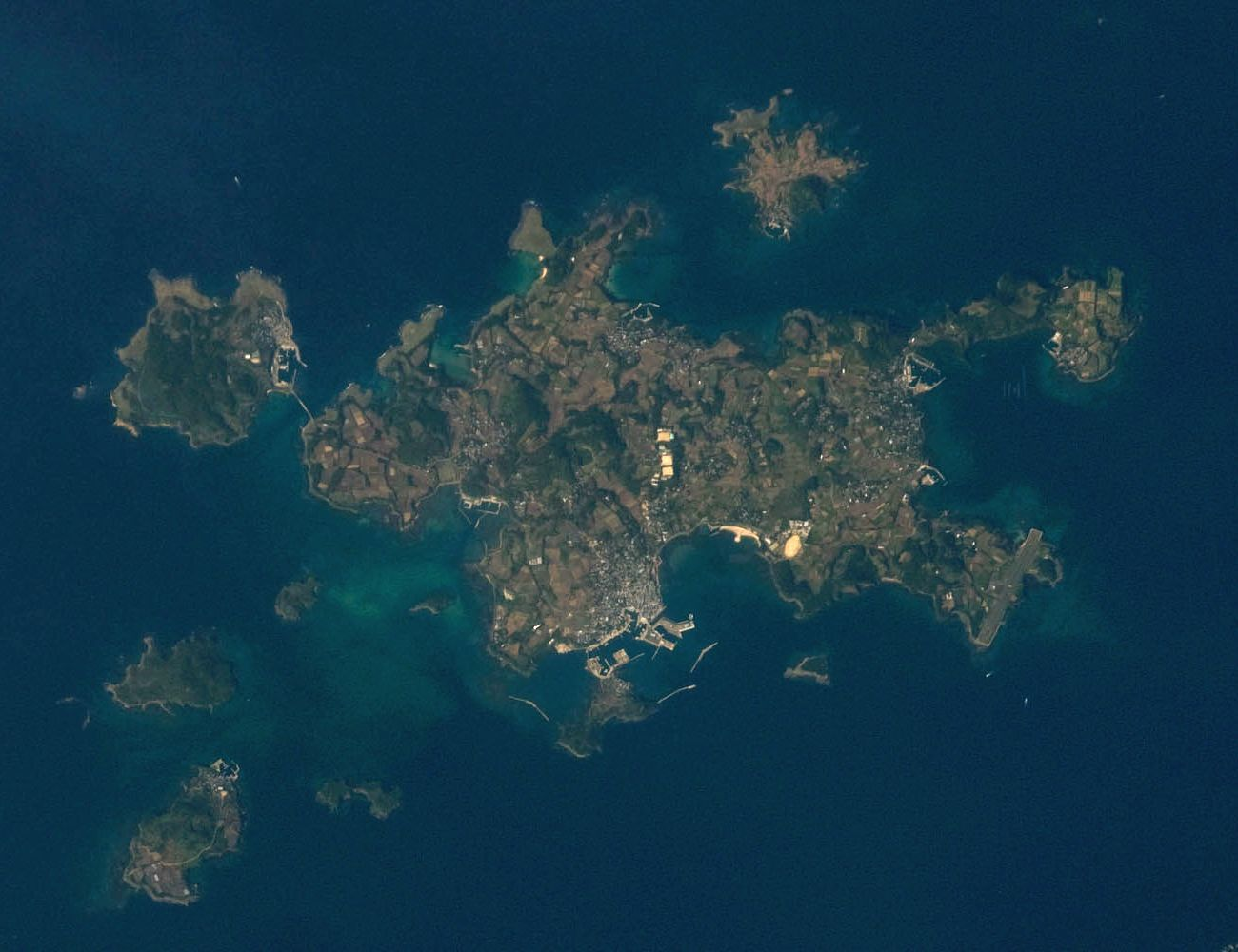

오지카섬(일본어: 小値賀島 오지카지마[*]→소치하도)은 규슈 본토에서 서쪽으로 약 50 km 떨어진 고토 열도의 북부에 있는 섬이다. 섬 전체가 나가사키현 기타마쓰우라군 오지카정에 속한다. 2005년 인구 조사에 의하면 2,758명이 거주하고 있다.